# Danh sách trường đại học và cao đẳng tại Huế
Đại học, trường đại học, học viện và viện hàn lâm đều là các cơ sở giáo dục bậc cao, mang tính mở, đào tạo bậc đại học và sau đại học. Danh tiếng của trường phụ thuộc vào chất lượng giảng dạy, nghiên cứu khoa học, tầm ảnh hưởng và chất lượng sinh viên đầu ra.
Việt Nam có đại học từ năm 1076 (Quốc Tử Giám), nhưng đại học hiện đại đầu tiên là Viện Đại học Đông Dương (1907). Việt Nam hiện phát triển nhất mô hình một trường đại học chuyên ngành hoặc đa ngành. Mô hình đại học đa thành viên, với sự kết hợp của nhiều trường đại học thành viên hiện chiếm thiểu số rất nhỏ. Đối với các trường đại học công lập có hai cơ chế hoạt động chính đó là nhà nước kiểm soát và tự chủ, trong đó các khía cạnh tự chủ đại học bao gồm tự chủ về học thuật, tự chủ về tổ chức nhân sự và tự chủ về tài chính.
Học viện hay viện hàn lâm là mô hình giáo dục ra đời sau này, chú trọng hơn về nghiên cứu. Viện hàn lâm là một tổ chức uy tín, tập hợp những cá nhân xuất sắc trong một lĩnh vực cụ thể, có nhiệm vụ thúc đẩy nghiên cứu, trao đổi kiến thức và tư vấn cho chính phủ hoặc các tổ chức khác về các vấn đề chuyên môn, chỉ đào tạo bậc sau đại học. Giá trị văn bằng được cấp bởi đại học và học viện là tương đương nhau.
Tại Miền trung Việt Nam, Quốc Tử Giám (Huế) ra đời năm 1803, là Trường đại học quốc gia đầu tiên dưới thời nhà Nguyễn. Tiếp nối truyền thống hiếu học từ thời phong kiến, năm 1957 Viện Đại học Huế ra đời. đây cũng là đại học thời hiện đại đầu tiên ở Miền trung Việt Nam. Viện đại học Huế gồm các trường Đại học thành viên, tiền đề sau này thành lập Đại học Huế

## Danh sách các học viện, trường đại học, cao đẳng công lập
| STT | Tên trường đại học                                                   | Tên viết tắt | Mã trường | Năm thành lập | Nhóm ngành đào tạo                                                  | Đơn vị chủ quản                         | Trụ sở         | Người điều hành                                 | Ghi chú |  |
| --- | -------------------------------------------------------------------- | ------------ | --------- | ------------- | ------------------------------------------------------------------- | --------------------------------------- | -------------- | ----------------------------------------------- | --- |  |
| 1   | Đại học Huế                                                          | HUEUNI       |           | 1957          | Đa ngành                                                            | Bộ Giáo dục và Đào tạo                  | Quận Thuận Hóa | Giám đốc - TS. Bùi Văn Lợi                      | Là một trong ba hệ thống đại học vùng của Việt Nam, nằm trong nhóm đại học trọng điểm quốc gia                                                                                                   |  |
| 2   | Trường Đại học Kinh tế                                               | UEHU         | DHK       | 1969          | Kinh tế                                                             | Đại học Huế                             | Quận Thuận Hóa | Hiệu trưởng - PGS. TS. Trương Tấn Quân          | Trường là một trong các trường chuyên đào tạo về kinh tế lớn của Miền Trung - Tây Nguyên Việt Nam                                                                                                |  |
| 3   | Trường Đại học Ngoại ngữ                                             | HUCFL        | DHF       | 1957          | Ngoại ngữ, Sư phạm Ngoại ngữ                                        | Đại học Huế                             | Quận Thuận Hóa | Hiệu trưởng - PGS. TS. Phạm Thị Hồng Nhung      | Trường là một trong ba trường Đại học ngoại ngữ của Việt Nam cùng với Trường Đại học Ngoại ngữ Hà Nội và Trường Đại học Ngoại ngữ Đà Nẵng                                                        |  |
| 4   | Trường Đại học Sư phạm                                               | HUCE         | DHS       | 1957          | Sư phạm, Giáo dục                                                   | Đại học Huế                             | Quận Thuận Hóa | Hiệu trưởng - TS. Lê Hồ Sơn                     | Trường là cơ sở đào tạo và nghiên cứu hàng đầu khối ngành sư phạm miền Trung, được Bộ Giáo dục và Đào tạo công nhận là một trong ba trường sư phạm trọng điểm quốc gia.                          |  |
| 5   | Trường Đại học Khoa học                                              | HUSC         | DHT       | 1957          | Khoa học tự nhiên, Khoa học xã hội và nhân văn, kỹ thuật, công nghệ | Đại học Huế                             | Quận Thuận Hóa | Hiệu trưởng - PGS. TS. Võ Thanh Tùng            | Trường đào tạo về khoa học tự nhiện, khoa học xã hội và nhân văn lớn nhất Miền Trung - Tây Nguyên Việt Nam                                                                                       |  |
| 6   | Trường Đại học Nông Lâm                                              | HUAF         | DHL       | 1967          | Khoa học, kỹ thuật về Nông, Lâm, Ngư                                | Đại học Huế                             | Quận Phú Xuân  | Hiệu trưởng - PGS. TS. Trần Thanh Đức           | Trường đào tạo kỹ sư, cử nhân Nông – Lâm – Ngư nghiệp và phát triển nông thôn bậc đại học và sau đại học, đồng thời nghiên cứu và chuyển giao công nghệ cho miền Trung và cả nước.               |  |
| 7   | Trường Đại học Luật                                                  | HUL          | DHA       | 1957          | Đào tạo nhân lực pháp lý                                            | Đại học Huế                             | Quận Thuận Hóa | Hiệu trưởng - PGS. TS. Đoàn Đức Lương           | Trường đào tạo đại học, thạc sĩ, tiến sĩ và nghiên cứu khoa học phục vụ cộng đồng trong lĩnh vực pháp luật. Đây là một trong ba trường Đại học Luật lớn nhất Việt Nam.                           |  |
| 8   | Trường Đại học Nghệ thuật                                            | HUFA         | DHN       | 1957          | Nghệ thuật, Mỹ thuật                                                | Đại học Huế                             | Quận Phú Xuân  | Hiệu trưởng - TS. Đỗ Thị Xuân Dung              | Trường là 1 trong 3 trung tâm đào tạo Mỹ thuật lớn nhất của Việt Nam |  |
| 9   | Trường Đại học Y Dược                                                | YDH          | DHY       | 1957          | Khoa học sức khỏe                                                   | Đại học Huế                             | Quận Thuận Hóa | Hiệu trưởng - GS.TS. Nguyễn Vũ Quốc Huy         | Trường Đại học Y - Dược, Đại học Huế là một trong ba trường đại học hàng đầu cả nước trong đào tạo y khoa và khối ngành khoa học sức khỏe                                                        |  |
| 10  | Trường Du lịch                                                       | HUHT         | DHD       | 1996          | Du lịch, dịch vụ, lữ hành                                           | Đại học Huế                             | Quận Thuận Hóa | Hiệu trưởng - PGS.TS. Trần Hữu Tuấn             | Trường đào tạo nguồn nhân lực du lịch chất lượng cao, nghiên cứu và chuyển giao khoa học công nghệ phục vụ Miền Trung - Tây Nguyên và cả nước.                                                   |  |
| 11  | Khoa Kỹ thuật và Công nghệ, Đại học Huế                              | HUET         | DHE       | 2019          | Kỹ thuật và Công nghệ thế hệ mới                                    | Đại học Huế                             | Quận Thuận Hóa | Khoa trưởng - PGS.TS. Nguyễn Quang Lịch         | Khoa đào tạo chuyên viên, kỹ sư, lập trình viên các ngành Công nghệ thông tin và Kỹ thuật tương lai, là cơ sở công lập đầu tiên trực thuộc Đại học Huế, chuyên sâu đào tạo các ngành thế hệ mới. |  |
| 12  | Khoa Quốc Tế, Đại học Huế                                            | HUIS         | DHI       | 2003          | Đa ngành                                                            | Đại học Huế                             | Quận Thuận Hóa | Khoa trưởng - PGS.TS. Nguyễn Hoàng Khánh Linh   | Khoa đào tạo nguồn nhân lực chất lượng cao trong các lĩnh vực khoa học, công nghệ và du lịch. Môi trường học tập quốc tế tại HUIS giúp sinh viên tiếp cận các nền khoa học hiện đại.             |  |
| 13  | Viện Đào tạo mở và Công nghệ thông tin                               | HOEIT        |           | 1995          | Công nghệ thông tin, ngoại ngữ                                      | Đại học Huế                             | Quận Thuận Hóa | Viện trưởng - PGS. TS. Nguyễn Hoàng Sơn         | Viện đào tạo đa ngành, đa trình độ, nghiên cứu chuyển giao các dịch vụ về giáo dục mở, học liệu số, ngoại ngữ và công nghệ thông tin                                                             |  |
| 14  | Học viện Âm nhạc Huế                                                 | HVA          | HVA       | 1962          | Âm nhạc, văn hóa                                                    | Bộ Văn hóa, Thể thao và Du lịch         | Quận Thuận Hóa | Giám đốc - TS. Hà Mai Hương                     | Trường đào tạo nguồn nhân lực âm nhạc chất lượng cao ở các trình độ trung cấp, cao đẳng, đại học và sau đại học, là một trong ba trung tâm đào tạo và nghiên cứu âm nhạc lớn nhất Việt Nam.      |  |
| 15  | Phân hiệu Học viện Hành chính Quốc gia (Việt Nam) tại tỉnh Quảng Nam | NAPA         | HCH       | 1959          | Hành chính học, quản lý nhà nước                                    | Học viện Chính trị Quốc gia Hồ Chí Minh | Quận Thuận Hóa | Giám đốc Phân hiệu - PGS.TS. Nguyễn Hoàng Hiển. | Trường chuyên đào tạo, bồi dưỡng đội ngũ cán bộ khu vực Miền Trung - Tây Nguyên |  |
| 16  | Trường Đại học Tài chính – Kế toán phân hiệu Huế                     | HFA          | HFA       | 2017          | Tài chính, ngân hàng                                                | Bộ Tài chính                            | Quận Thuận Hóa | Phụ trách phân hiệu - TS. Nguyễn Minh Hải       | Là một trường đại học chuyên ngành về kinh tế với hai ngành trọng điểm là Tài chính - Ngân hàng và Kế toán                                                                                       |  |
| 17  | Trường Cao đẳng Công nghiệp Huế                                      | HueIC        | CDT3303   | 1899          | Kỹ thuật, Công nghệ, kinh tế, thương mại                            | Bộ Công Thương                          | Quận Thuận Hóa | Hiệu trưởng - TS. Phạm Văn Quân                 | Thành lập năm 1899, là trường kỹ thuật đầu tiên khu vực Miền Trung - Tây Nguyên Việt Nam, đào tạo nguồn nhân lực chất lượng cao trong lĩnh vực kỹ thuật và công nghệ.                            |  |
| 18  | Trường Cao đẳng Huế                                                  | HueCIT       | CD        | 1978          | Khoa học, công nghệ, kỹ thuật                                       | UBND thành phố Huế                      | Quận Thuận Hóa | Hiệu trưởng - TS. hoàng Bảo Hùng                | Trường Cao đẳng Huế được thành lập từ việc sáp nhập Trường Cao đẳng Huế, Trường Cao đẳng Sư phạm Huế và Trường Cao đẳng Giao thông Huế.                                                          |  |
| 19  | Trường Cao đẳng Du lịch Huế                                          | HUETC        | CDT3301   | 1999          | Du lịch, dịch vụ, Lữ hành, ngoại ngữ                                | Bộ Văn hóa, Thể thao và Du lịch         | Quận Thuận Hóa | Hiệu trưởng - TS. Phạm Bá Hùng                  | Trường chất lượng cao theo Quyết định 761/QĐ-TTg ngày 23/5/2014 của Thủ tướng, là một trong 5 cơ sở đào tạo du lịch tiêu biểu của Việt Nam.                                                      |  |
| 20  | Trường Cao đẳng Y tế Huế                                             | HMC          | CDD3304   | 1948          | Y học, điều dưỡng, Dược học                                         | UBND thành phố Huế                      | Quận Thuận Hóa | Hiệu trưởng - TS.BS. Nguyễn Văn Tuấn            | Tiền thân là trường Y tá Quốc gia Huế, được thành lập theo nghị định 2008 ngày 12/04/1948 của Khâm sứ Nam Kỳ, là trường y tế ra đời sớm nhất tại Miền Trung - Tây Nguyên Việt Nam                |  |
| 21  | Cao đẳng Xây dựng Công trình Đô thị tại Huế                          | CUWC         | CDT0128   | 2003          | Xây dựng, Kỹ thuật, Công nghệ                                       | Bộ Xây dựng                             | Hương Thủy     | Giám đốc phân hiệu - THS. Mai Xuân Trường       | |  |

## Danh sách các trường đại học, cao đẳng tư thục, dân lập và nước ngoài
| STT | Tên trường đại học                    | Tên viết tắt | Mã tuyển sinh | Năm thành lập | Nhóm ngành đào tạo | Đơn vị chủ quản          | Trụ sở         | Người điều hành                       | Ghi chú |  |
| --- | ------------------------------------- | ------------ | ------------- | ------------- | ------------------ | ------------------------ | -------------- | ------------------------------------- | --- |  |
| 1   | Trường Đại học Phú Xuân               | PXU          | DPX           | 2003          | Đa ngành           | Tập đoàn Giáo dục EQuest | Quận Thuận Hóa | Hiệu trưởng - TS. Ngô Hoàng Oanh      | Là trường đại học dành cho các công dân số bản sinh, đào tạo theo nhu cầu tuyển dụng của thị trường lao động thuộc Tổ chức giáo dục EQuest - Mỹ                   |  |
| 2   | Keiser University                     | K.U          | KUV           | 1977          | Đa ngành           |                          | Quận Thuận Hóa | Hiệu trưởng                           | Là trường đại học phi lợi nhuận lớn bậc nhất bang Florida (Hoa Kỳ). Tại Việt Nam có 3 cơ sở đào tạo ở Hà Nội, Huế và Thành phố Hồ Chí Minh                        |  |
| 3   | Trường Đại học Văn Hiến phân hiệu Huế | VHU          | DVH           | 1997          | Đa ngành           | Hunghau Holding          | Quận Thuận Hóa | Hiệu trưởng - PGS.TS. Nguyễn Minh Đức | Là cơ sở giáo dục đại học định hướng ứng dụng, với ngành nghề đào tạo đa dạng Trường luôn đổi mới chương trình đào tạo theo hướng hội nhập quốc tế.               |  |
| 4   | Trường Cao đẳng Âu Lạc Huế            | ALC          | CD            | 2007          | Đa ngành           | Hunghau Holding          | Quận Thuận Hóa | Hiệu trưởng - THS. Lê Anh Tuấn        | Trường đào tạo đa ngành từ Y Dược, Kinh tế, Công nghệ |  |
| 5   | Cao đẳng FPT Polytechnic              | PTCD FPT     | CD            | 2020          | Đa ngành           | Tổ chức Giáo dục FPT     | Quận Thuận Hóa | Hiệu trưởng - THS. Nguyễn Duy Linh    | Trường đào tạo các chuyên ngành rất HOT hiện nay: Công nghệ thông tin, Thiết kế đồ họa, Quản trị kinh doanh (chuyên ngành Digital Marketing), Phát triển phần mềm |  |

## Trường đại học, học viện trực thuộc tổ chức tôn giáo
| STT | Tên trường đại học          | Tên viết tắt | Mã tuyển sinh | Năm thành lập | Nhóm ngành đào tạo  | Đơn vị chủ quản             | Trụ sở         | Người điều hành                           | Ghi chú |  |
| --- | --------------------------- | ------------ | ------------- | ------------- | ------------------- | --------------------------- | -------------- | ----------------------------------------- | --- |  |
| 1   | Học viện Phật giáo Việt Nam | VBA          | VBA           | 1997          | Phật học, Triết học | Giáo hội Phật giáo Việt Nam | Quận Thuận Hóa | Hiệu trưởng - TS. Hòa thượng Thích Hải Ấn | Học viện đào tạo chuyên sâu về Phật học cho những người đã tốt nghiệp cơ bản Phật học và có trình độ thế học tối thiểu là tốt nghiệp lớp 12 tại khu vực Miền Trung - Tây Nguyên và cả nước |  |
| 2   | Đại chủng viện Huế          | ĐCV Huế      |               | 1994          | Linh mục, Thần học  | Hội đồng Giám mục Việt Nam  | Quận Phú Xuân  | Giám đốc ĐCV - TS.Giuse Hồ Thứ            | Năm 1994, Ban Tôn Giáo chính phủ ra công văn số 485/TGCP-CV ngày 14/9/1994 quyết định mở đại chủng viện Huế, đào tạo linh mục cho 3 giáo phận: Huế, Kon Tum và Đà Nẵng                     |  |